# Frances Rich
Frances Rich (Spokane, Washington, 8 de enero de 1910-Payson, Arizona, 14 de octubre de 2007) fue una actriz y escultora estadounidense. 

## Biografía
Nacida en Spokane, Washington. Era hija adoptada de Charles Rich y de la actriz de cine Irene Rich. Se graduó como Bachelor of Arts en el Smith College en 1931. En 1933 conoció a la escultora Malvina Hoffman y durante dos años estudió con ella en París, Francia. Tras su vuelta a Estados Unidos, trabajó en la Boston Museum School y estableció su propio estudio en la ciudad de Nueva York. Entre 1937 y 1940 fue estudiante residente de la Cranbrook Academy of Art, donde conoció al escultor Carl Milles, con quien trabajó a lo largo de dieciocho años.
Entre sus trabajos se incluyen bustos conservados en el Smith College; el monumento al Navy Nurse Corps en el Cementerio nacional de Arlington en Washington D. C.; un pelícano de bronce en frente del Pelican Building, en la Universidad de California en Berkeley; un busto de mármol de Alice Stone Blackwell en la Biblioteca Pública de Boston; y bustos de Lotte Lehmann, Margaret Sanger, Diego Rivera y Katharine Hepburn, entre otros. 
Actuó en seis filmes a principios de la década de 1930: Unholy Love (1932), The Thirteenth Guest (1932), Officer Thirteen (1932), The Diamond Trail (1933), Zoo in Budapest (1933) y Pilgrimage (1933). También actuó en el teatro, concretamente en Broadway, con la obra Brief Moment, representada en el Teatro Belasco entre noviembre de 1931 y febrero de 1932.
Fue Teniente Comandante de la Reserva Naval de los Estados Unidos entre 1942 y 1946 y Directora de Relaciones Públicas del Smith College entre 1947 y 1950.
Falleció en Payson, Arizona, en 2007, a los 97 años de edad, a causa de un ataque al corazón.